# Emiliano Zapata (centrala Ocosingo kommun)
Emiliano Zapata är en ort i Mexiko.   Den ligger i kommunen Ocosingo och delstaten Chiapas, i den sydöstra delen av landet, 900 km öster om huvudstaden Mexico City. Emiliano Zapata ligger 776 meter över havet och antalet invånare är 233.
Terrängen runt Emiliano Zapata är huvudsakligen kuperad, men västerut är den bergig. Runt Emiliano Zapata är det glesbefolkat, med 16 invånare per kvadratkilometer. Närmaste större samhälle är Taniperla, 7,4 km nordväst om Emiliano Zapata. I omgivningarna runt Emiliano Zapata växer i huvudsak städsegrön lövskog.